# Braunsapis nautica
Braunsapis nautica är en biart som först beskrevs av Cockerell 1935.  Braunsapis nautica ingår i släktet Braunsapis och familjen långtungebin. Inga underarter finns listade.